# Mason Gamble
Mason Wilson Gamble (Chicago, Illinois, 16 de janeiro de 1986) é um ator norte-americano mais conhecido pelo papel principal em Dennis, o Pimentinha.

## Filmografia
| Filmes | Filmes                   | Filmes                         | Filmes                 |
| Ano    | Título Original          | Título (Brasil)                | Papel                  |
| ------ | ------------------------ | ------------------------------ | ---------------------- |
| 1993   | Dennis the Menace        | Dennis, o Pimentinha           | Dennis Mitchell        |
| 1996   | Just in Time             | Just in Time                   | Noah                   |
| 1996   | Spy Hard                 | Duro de Espiar                 | McCluckey              |
| 1996   | Bad Moon                 | Lua Negra                      | Brett                  |
| 1997   | Gattaca                  | Gattaca - Experiência Genética | Vincent Freeman        |
| 1998   | Rushmore                 | Três é Demais                  | Dirk Calloway          |
| 1999   | Arlington Road           | O Suspeito da Rua Arlington    | Brady Lang             |
| 1999   | Anya's Bell              | Os Sinos de Anya               | Scott Rhymes (para TV) |
| 2001   | The Rising Place         | The Rising Place               | Franklin Pou (aos 12)  |
| 2002   | A Gentleman's Game       | O Jogo do Poder                | Timmy Price            |
| 2005   | The Trouble with Dee Dee | The Trouble with Dee Dee       | Christopher Rutherford |
| 2010   | Golf in the Kingdom      | Golf in the Kingdom            | Michael Murphy         |
| Séries |                          |                                |                        |
| Ano    | Título                   | Papel                          | Episódios              |
| 1996   | Early Edition            | Bryce Porter                   | 1 episódio             |
| 1997   | ER                       | Robert Potter                  | 1 episódio             |
| 2001   | Kate Brasher             | Elvis Brasher                  | 1 episódio             |
| 2005   | Close to Home            | Derrick Adler                  | 1 episódio             |
| 2006   | CSI: Miami               | Scott Satlin                   | 1 episódio (Rio)       |